# Limnée (mythologie)
Dans la mythologie gréco-romaine, Limnée ou Limnate (en latin Limnaee ou Limnate ; aussi Limniace ou Klématie) est une nymphe, fille du Gange et mère d'Athis.

## Mythe
Limnée est une nymphe, peut-être liée aux étangs (λίμναι / límnai). Elle est la fille du dieu fleuve Gange et donne naissance au jeune indien Athis, tué par Persée. 
La seule mention de ce personnage se trouve chez le poète latin Ovide, dans les Métamorphoses :  

« Il y avait là un Indien, Athis, à qui Limnée
Jaillie du Gange avait, dit-on, donnée le jour sous des eaux cristallines […] »

— Ovide, Métamorphoses, V, 47-48.

### Sources antiques
- Ovide, Métamorphoses [détail des éditions] [lire en ligne], V, 47-48.